# Leontien Ladies Ride
Leontien Ladies Ride is een fietstoertocht voor vrouwen. 
Viervoudig olympisch kampioen Leontien van Moorsel is de naamgever en organisator van dit evenement. De eerste editie van het evenement vond plaats in 2005 in 's-Hertogenbosch met 5000 deelneemsters. Twee jaar later kreeg ook Zwolle een eigen tocht en in 2008 werd Rotterdam toegevoegd. Inmiddels is het deelnemersaantal in ’s-Hertogenbosch gestegen naar 8000.